# Fondali Porto Maurizio - San Lorenzo al Mare - Torre dei Marmi
Fondali Porto Maurizio - San Lorenzo al Mare - Torre dei Marmi este o arie protejată (arie specială de conservare — SAC, sit de importanță comunitară — SCI) din Italia întinsă pe o suprafață de 1.202 ha, integral marine.

## Localizare
Centrul sitului Fondali Porto Maurizio - San Lorenzo al Mare - Torre dei Marmi este situat la coordonatele 43°51′09″N 7°58′54″E / 43.8525°N 7.981667°E.

## Înființare
Situl Fondali Porto Maurizio - San Lorenzo al Mare - Torre dei Marmi a fost declarat sit de importanță comunitară în iunie 1995 pentru a proteja . Situl a fost protejat și ca arie specială de conservare în octombrie 2016.

## Biodiversitate
Situată în ecoregiunea mediteraneană, aria protejată conține 3 habitate naturale: Recifuri, Straturi cu Posidonia (Posidonion oceanicae), Bancuri de nisip acoperite în permanență slab de apă marină.
La baza desemnării sitului se află un număr nedeclarat de specii protejate:
Pe lângă speciile protejate, pe teritoriul sitului au mai fost identificate 1 specie de plante, 13 specii de nevertebrate, 13 specii de pești.